# 長和町立和田中学校
長和町立和田中学校（ながわちょうりつ わだちゅうがっこう）は、長野県小県郡長和町和田原にあった町立中学校。

## 概要
旧和田村域の全域が通学区であった。2007年に長年行ってきた中山道の「歴史の道」整備作業に対して長野県知事より表彰を受けた。
2006年（平成18年）-2007年（平成19年）度に国立教育政策研究所より「我が国の伝統文化を尊重する教育に関する実践モデル事業モデル校」に選ばれた。
2009年には学校地域支援本部の協力により「黒曜石原産地遺跡群」「和田宿」などについての学習が行われた。
日常生活を通じて運動に親しみ体力を向上させる取組が行われた。
2011年1月、中国広東省東莞市の中学生78名が来学し異文化交流を行った。

## 沿革
- 1947年 - 学制改革により、和田村立和田中学校設置。
- 2005年 - 長和町発足により、長和町立和田中学校と改称。
- 2017年 - 上田市長和町中学校組合立依田窪南部中学校と統合し、閉校[6]。

## 校歌
作詞:福田克彦、作曲:堀内敬

## 通学区域
- 旧和田村の全域、和田小学校と同一である[7]。